# Triangulace bílého chřestu
Triangulace bílého chřestu je devátý díl druhé řady amerického televizního seriálu Teorie velkého třesku. V této epizodě hostuje Sara Rue. Režisérem epizody je Mark Cendrowski.

## Děj
Sheldon přijme Stephanie (Sara Rue) jako jedinou Leonardovu přítelkyni, která mu kdy vyhovovala a tak se mu rozhodne (z obav z toho, že Leonard vztah pokazí) se vztahem pomáhat. Proti Leonardově vůli Sheldon pár doprovází na večeře nebo i návštěvu kina. Protože se bojí, že Leonard o Stephanii přichází, předstírá, že mu nejde otevřít sklenice s chřestem a prosí Leonarda, aby ji otevřel místo něj (a aby Stephanii ukázal, že je fyzicky opravdu zdatný). Leonard se namísto toho pořeže a Stephanie jej bere do nemocnice, kde mu zranění zašije. Leonard poté přijde na to, že se mu Sheldon dostal na účet na Facebooku a změnil jeho partnerský status na "ve vztahu". Leonard je rozčilený, že se Sheldon motá do něčeho, v čem nemá žádné zkušenosti, Raj ale obratem upozorňuje, že Stephanie vztah na facebooku schválila, což Sheldonovi pozvedne už tak vysoké mínění o něm samotném.

## Obsazení
| Johnny Galecki | Leonard Hofstadter |
| Jim Parsons    | Sheldon Cooper     |
| Kaley Cuoco    | Penny              |
| Simon Helberg  | Howard Wolowitz    |
| Kunal Nayyar   | Raj Koothrappali   |
| Sara Rue       | Stephanie Barnett  |